# Aleixo Apocauco
Aleixo Apocauco (em latim: Alexius Apocaucus; em grego: Ἀλέξιος Ἀπόκαυκος; romaniz.: Aléxios Apókaukos; m. 1345) foi um proeminente estadista e oficial militar de alta patente (mega-duque) bizantino durante o reinado dos imperadores Andrônico III (r. 1328–1341) e João V Paleólogo (r. 1341–1357). Embora deva sua ascensão ao patrocínio de João VI (r. 1347–1354), se tornou, juntamente com o patriarca de Constantinopla João XIV Calecas, um dos líderes da facção que apoiava o imperador João V na guerra civil de 1341–1348 contra seu patrocinador. Apocauco morreu linchado por prisioneiros políticos durante uma inspeção em uma nova prisão.

## Biografia

### Primeiros anos
Aleixo era de origem humilde. Seu primeiro cargo público foi de diretor das salinas e, depois, doméstico dos temas do ocidente. Ascendeu na estrutura burocrática até que, em 1321, foi nomeado paracemomeno imperial (camareiro). Esta posição o tornou útil para Cantacuzeno, que o incluiu na conspiração, juntamente com Sirgianes Paleólogo e o protoestrator Teodoro Sinadeno, que pretendia derrubar Andrônico II Paleólogo e colocar seu neto, Andrônico III, no trono imperial. Com a ameaça de uma guerra, o imperador entregou a Trácia e alguns distritos na Macedônia para seu neto. Quando Andrônico III se tornou o único imperador em 1328, seu amigo fiel Cantacuzeno se tornou o principal ministro e Aleixo foi premiado com as posições que eram dele: chefe do secretariado imperial (mesazonte) e encarregado das finanças estatais. Estas posições permitiram-lhe juntar uma considerável fortuna pessoal, que utilizou para construir um refúgio pessoal, uma torre fortificada em Epibates, perto de Selímbria, na costa do Mar de Mármara. No início de 1341, logo depois da morte de Andrônico III, recebeu também o cargo de mega-duque, comandante da marinha bizantina. Reequipou a frota, pagando de seu bolso as 100 000 hipérpiros necessárias.

### Guerra civil

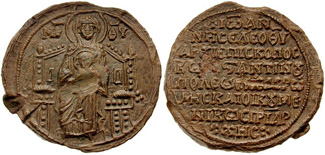
Selo do patriarca João XIV Calecas

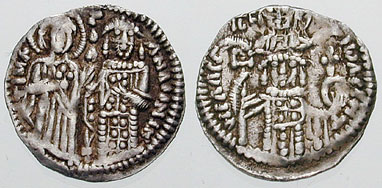
Estavrato do imperador (r. 1341-1376; 1379-1391)

Com a morte de Andrônico, duas facções emergiram na corte: os apoiadores de Cantacuzeno, principalmente os magnatas provinciais da Macedônia e da Trácia, e os seus adversários, liderados principalmente pelo patriarca João XIV Calecas, que obteve o apoio da viúva de Andrônico, Ana de Saboia. Cantacuzeno não reivindicou o trono para si, mas queria a regência baseando-se na sua associação muito próxima com o finado imperador e conseguiu-a com o apoio das tropas na capital. Porém, sua posição foi enfraquecida pela aliança de Apocauco com o grupo do patriarca. Cantacuzeno, em seu relato sobre o evento, afirma que Apocauco o instigou a tomar o trono para si na esperança de reforçar ainda mais sua posição pessoal e, quando recusou, o poderoso chanceler trocou de lado.
Tão logo Cantacuzeno deixou Constantinopla em julho de 1341 para repelir uma invasão, Apocauco fez seu movimento. Embora sua missão como comandante da frota imperial fosse guardar o Dardanelos contra qualquer tentativa turca de cruzar para a Europa, deliberadamente deixou que isso ocorresse para provocar uma crise na Trácia. Apocauco também tentou sequestrar o jovem João V, mas foi impedido e forçado a fugir para sua fortaleza em Epibates. Porém, quando Cantacuzeno retornou vitorioso para a capital, ao invés de demitir Apocauco de suas funções, contra o conselho de seus aliados, perdoou seu favorito. Apocauco fingiu então uma exagerada deferência a Cantacuzeno, o que permitiu-lhe retomar seus cargos e voltar para a capital, enquanto o próprio partiu para outra campanha militar. Uma vez de volta à cidade, porém, o patriarca e Apocauco tomaram o poder. A família de Cantacuzeno e seus amigos foram presos (a mãe dele, Teodora, morreria presa), o patriarca foi declarado regente, enquanto Ana nomeou Apocauco eparca de Constantinopla (prefeito).

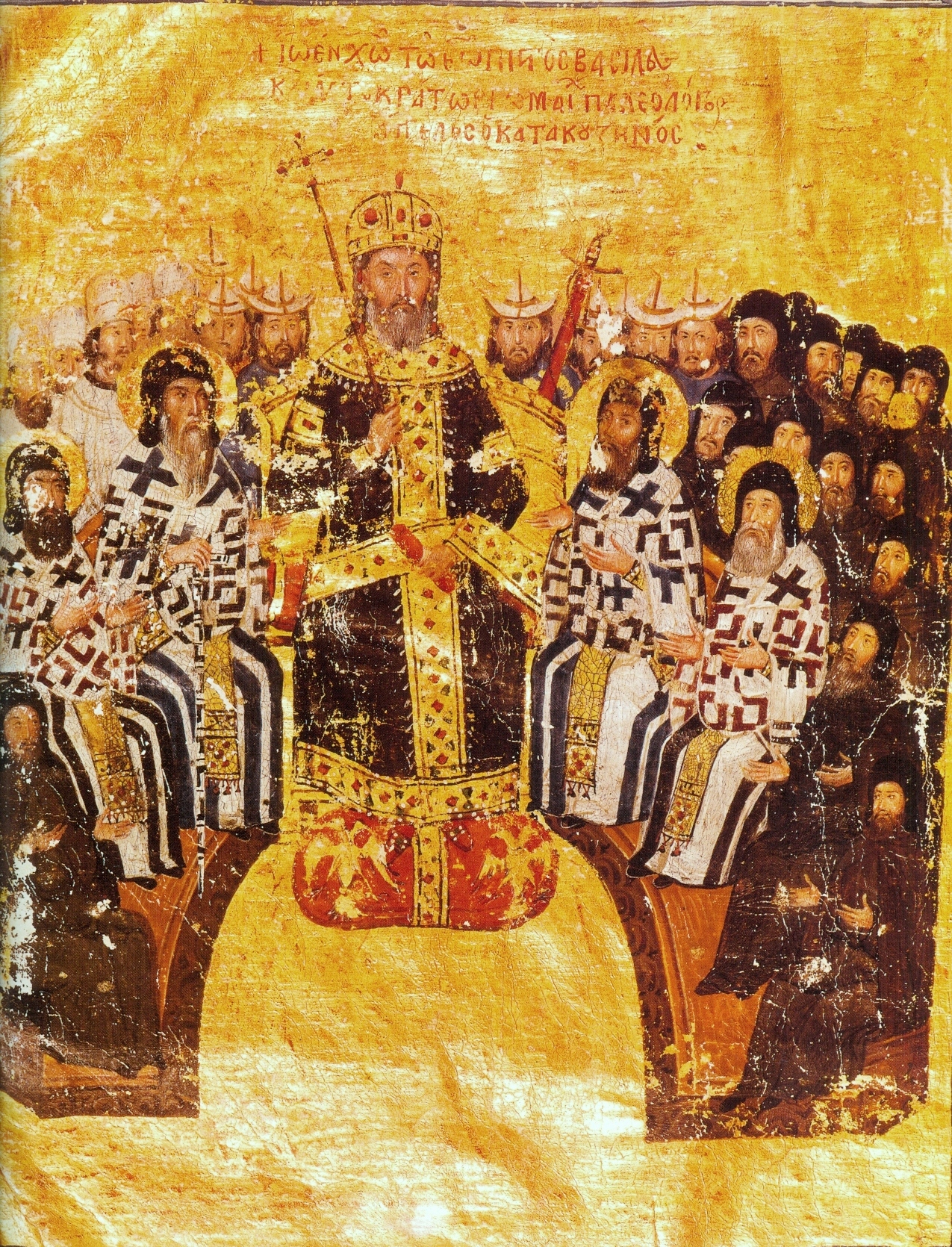
, grande adversário de Apocauco

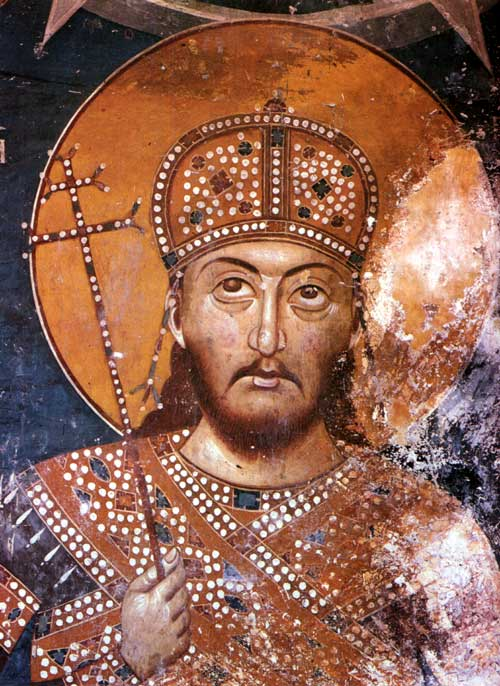
Afresco de no Mosteiro de Lesnovo

Cantacuzeno respondeu se declarando imperador em Demótica (Didimoteico) em outubro de 1341, enquanto seus oponentes, como resposta, coroaram João V em novembro. As duas coroações formalizaram o cisma e deram início a uma guerra civil na sociedade bizantina: a aristocracia e os proprietários de terras se aliaram a Cantacuzeno, enquanto que as classes baixa e média, primordialmente urbanas, além dos comerciantes e marinheiros, apoiaram Apocauco e a regência. Este alinhamento deu à disputa dinástica uma característica fortemente social: durante a guerra, a riqueza excessiva e a indiferença percebida de Cantacuzeno e da aristocracia em relação à população geral se tornaram um principal pilar da propaganda de Apocauco. Além disso, o conflito também teve uma importância religiosa: a controvérsia hesicasta dividiu os piedosos bizantinos e, a despeito de importantes exceções, os apoiadores do hesicasmo também eram os aliados de Cantacuzeno.
Uns poucos dias após a coroação de Cantacuzeno, os habitantes de Adrianópolis se revoltaram contra a aristocracia e se declararam pela regência, com Apocauco enviando seu irmão caçula, Manuel, para se tornar o governador da cidade. De forma similar, em 1342 Tessalônica, a segunda maior cidade do Império, foi tomada por um grupo conhecido como "Zelotes". Suas crenças anti-aristocráticas colocou-os contra Cantacuzeno e a favor da regência. O próprio Apocauco foi até a cidade à frente de uma frota de 70 navios para ajudá-los e apontou seu primogênito, João, como governador da cidade, mesmo que com poderes apenas nominais.
Nos primeiros anos da guerra, a maré esteve a favor da regência, chegando ao ponto de, no verão de 1342, Cantacuzeno ter sido forçado a fugir para a corte de Estêvão Uresis IV da Sérvia. A partir de 1343, com a ajuda de seu amigo Umur Begue do Beilhique de Aidim, Cantacuzeno começou a reverter a situação. Com o apoio inicial de Estêvão, conseguiu retomar a maior parte da Macedônia e, apesar de não conseguir conquistar Tessalônica, seus aliados turcos permitiram-lhe retornar à sua fortaleza em Demótica, que estava sendo defendida por sua esposa. Gradualmente, os aliados de Apocauco o abandonaram, incluindo seu filho Miguel, que desertou de seu posto em Adrianópolis e se juntou a Cantacuzeno.
No início de 1342, Apocauco e Calecas rejeitaram as ofertas de reconciliação levadas por monges franciscanos. Tentando reforçar seu poder que minguava, Apocauco começou uma série de perseguições na capital, chegando a ordenar a construção de uma nova prisão para encarcerar os prisioneiros políticos. Em 11 de junho de 1345, Apocauco decidiu inspecionar a nova prisão sem a escolta tradicional. Os prisioneiros imediatamente se revoltaram, linchando-o e pregando a sua cabeça num poste. Os prisioneiros acreditavam que se livrando do detestado Apocauco seriam premiados pela imperatriz Ana. Ela, porém, ficou tão chocada e perturbada com a perda de seu principal ministro que permitiu aos aliados de Apocauco, aos quais se juntaram os gasmulos, os "fuzileiros navais", que se vingassem livremente pela morte de seu líder. Como resultado, todos os prisioneiros, 200 no total, foram massacrados, mesmo os que tentaram se abrigar no mosteiro próximo. Apesar de a morte de Apocauco não ter minado imediatamente a regência, ela removeu de cena o principal instigador da guerra civil e o protagonista do grupo da regência, o que resultou em mais deserções e discussões no grupo. Por isso, ela é considerada como o início do fim da guerra, que culminaria com a entrada triunfal de Cantacuzeno em Constantinopla em 3 de fevereiro de 1347.

### Família
Aleixo Apocauco tinha dois irmãos, João e Nicéforo, que foram mencionados na crônica de João Cantacuzeno numa passagem datada de 1362, embora nada mais se saiba deles. Se casou duas vezes. Sua primeira esposa era filha de um nobre menor, que tinha o título de disípato, enquanto que a segunda, com quem se casou por volta de 1341, era a prima do grande estratopedarca Jorge Cumno. Teve três filhos do primeiro casamento e dois no segundo:
- João Apocauco, governador nominal de Tessalônica, foi assassinado lá em julho de 1345, depois da morte do pai.[32]
- Manuel Apocauco, governador de Adrianópolis em 1342, desertou para o lado de Cantacuzeno em 1344.
- Filha de nome desconhecido, se casou primeiro com o protoestrator Andrônico Paleólogo.[33] Após ter se afogado em 1344, ela se casou novamente com o sebastocrator João Asen.[34]
- Filha de nome desconhecido, casada (em 1341) com o filho do patriarca João Calecas.[35]
- Filha de nome desconhecido, casada (em 1341) com o filho de uma das damas-de-companhia da imperatriz Ana.[31]

Além disso, um de seus filhos se casou com uma filha de João Vatatzes.

### Análise
Como um homem novo, Apocauco não tinha a confiança dos aristocratas dinásticos que dominavam o governo imperial. Os únicos relatos da época da guerra civil, as memórias de Cantacuzeno e a História de Nicéforo Gregoras, com seus vieses pró-aristocráticos, pintam um retrato muito negativo dele, que tem sido adotado por virtualmente todos os historiadores modernos. A historiadora Eva de Vries-Van der Velden acredita que a imagem de Apocauco como o ingrato protegido de Cantacuzeno e um manipulador inveterado que fora responsável pela irrupção da guerra é incorreto e, em sua maior parte, resultado da propaganda distorcida de Cantacuzeno e Gregoras. Porém, ela reconhece que Apocauco foi o "mais obstinado adversário de Cantacuzeno" durante a guerra e seu regime ditatorial após 1343. De acordo com o historiador Angeliki Laiou, porém, Apocauco pode ser visto como o expoente de uma mudança radical no direcionamento do Império Bizantino: ao invés do império antigo e rural, governado por uma aristocracia proprietária de terras, parece ter favorecido um estado comercial, marítimo e pró-ocidente, baseado nas repúblicas marítimas italianas.